# 南庄發電廠
南庄發電廠位於臺灣苗栗縣南鄉，舊稱南庄發電所，為一座已除役拆除的小水力發電廠，該發電廠建於臺灣日治時期，戰後由台灣電力公司接收營運，直到1961年4月除役拆除。

## 沿革

### 日治時期
南庄所屬的苗栗地區，於臺灣日治時期由鄰近的新竹電燈株式會社辦理供電業務，南庄地區則在1924年（大正13年）9月8日由當地居民張春華向臺灣總督府申請籌設發電所獲得許可，同年11月再由當地居民顏新發發起創立南庄電器商會，資本額日幣800圓，利用中港溪溪水，在南庄石駁頭新建小水力發電廠，採用木造水車，帶動100V的直流發電機，總裝置容量7.5kW，供電電燈數207盞，僅供應南庄地區民生用電，當時稱為南庄發電所，地址為：新竹州南郡南庄字南庄110之5。
1940年（昭和15年）5月25日南庄電器商會由臺灣電力株式會社收購，轄下南庄發電所一併納入臺灣電力的管轄中。

### 戰後至今

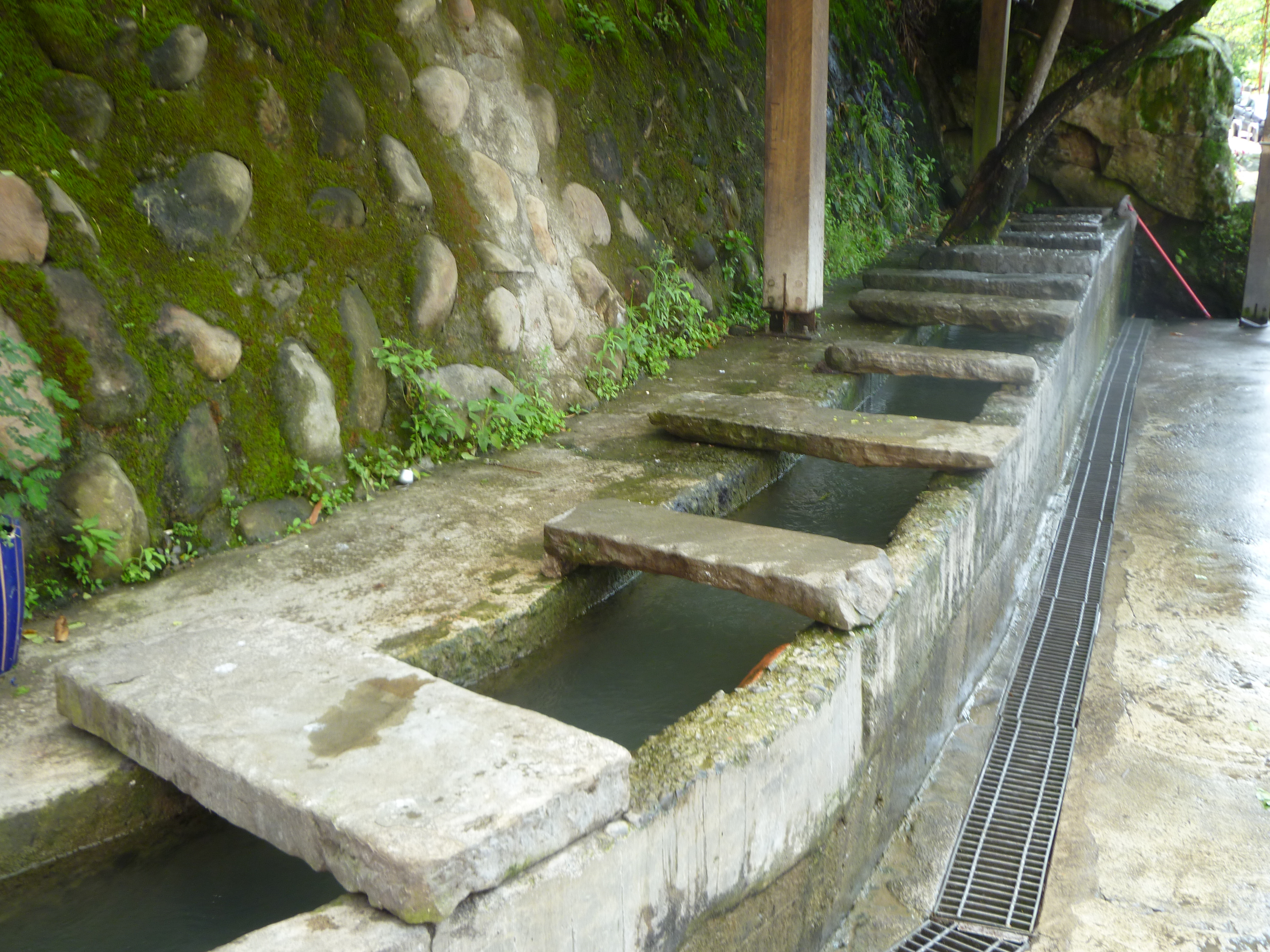
南庄鄉水汴頭，南庄發電廠尾水道遺址。

第二次世界大戰戰後臺灣電力株式會社由後續國民政府成立的台灣電力公司接手營運，轄下各地水火力發電廠一併納入，然而南庄發電所於戰後初期並未納入台灣電力公司運轉，而是暫時由時任庄長張春華代為管理，並聘請電機師傅楊習芳負責發電廠營運與電費收繳業務。
1958年台灣電力公司完成竹南二次變電所到田美二次變電所之間的69kV輸電線，與此同時南庄發電所正式移撥台灣電力公司轄下運轉，1959年台電公司展開南庄地區配電線工程，1960年8月26日南庄地區配電線路完成啟用，自此南庄地區也納入臺灣全島電力網路中，1961年4月南庄發電廠因供電腳色被取代，台電公司決定停止營運並拆除。
南庄發電廠拆除後現址標售成為「蓬萊生態農場」，其發電後的尾水道維持原貌，後續附近居民利用渠道上方架設石板，作為衣物、蔬果的洗滌場所，日久使用下當地形成「水汴頭洗衫坑」的地名。

## 設施

### 發電機組
| 名稱   | 發電機型號     | 水輪機型號 | 機組數量 | 發電方式 | 有效落差（公尺） | 單一機組用水量（CMS） | 容量（MW） | 位置       | 商轉日期   | 狀態   |
| ------ | -------------- | ---------- | -------- | -------- | ---------------- | --------------------- | ---------- | ---------- | ---------- | ------ |
| 一號機 | 100V直流發電機 | 木造水車   | 1        | 川流式   | 10               | 0.25                  | 0.0075     | 苗栗縣南庄鄉 | 1924年11月 | 已拆除 |